# Nagroda Crafoorda
Nagroda Crafoorda – nagroda przyznawana od 1982 roku za badania naukowe w takich dziedzinach jak matematyka, astronomia i nauki biologiczne, których nie obejmują Nagrody Nobla. Jej nazwa pochodzi od nazwiska Holgera Crafoorda, Szweda, który zaprojektował pierwszą sztuczną nerkę.

## Nagrodzeni

### Matematyka
- 1982: Władimir I. Arnold i Louis Nirenberg
- 1988: Pierre Deligne i Alexander Grothendieck
- 1994: Simon Donaldson i Shing-Tung Yau
- 2001: Alain Connes
- 2008: Maksym Koncewicz i Edward Witten
- 2012: Jean Bourgain, Terence Tao
- 2016: Yakov Eliashberg
- 2020: Enrico Bombieri
- 2024: Claire Voisin[1]

### Astronomia
- 1985: Lyman Spitzer Jr.
- 1989: James Van Allen
- 1991: Allan Rex Sandage
- 1997: F. Hoyle, Edwin Salpeter i Don L. Anderson
- 2005: James Gunn, James Peebles i Martin Rees
- 2008: Raszyd Siuniajew,
- 2012: Andrea Ghez, Reinhard Genzel,
- 2016: Roy P. Kerr i Roger Blandford
- 2020: Eugene N. Parker,
- 2024: Douglas Gough, Jørgen Christensen-Dalsgaard, Conny Aerts[2]

### Nauki o Ziemi
- 1983: Edward N. Lorenz
- 1986: Claude J. Allegre i Gerald J. Wasserburg
- 1995: Willi Dansgaard i N. Shackleton
- 1998: Don L. Anderson i Adam M. Dziewoński
- 2002: Dan P. McKenzie
- 2006: Wallace S. Broecker
- 2010: Walter Munk
- 2014: Peter Molnar
- 2018: Syukuro Manabe i Susan Solomon
- 2022: Andrew H. Knoll

### Nauki o życiu
- 1984: Daniel H. Janzen
- 1987: Eugene Odum i Howard T. Odum
- 1990: Paul R. Ehrlich i Edward O. Wilson
- 1992: Adolf Seilacher
- 1993: William D. Hamilton i Seymour Benzer
- 1996: Robert May
- 1999: Ernst Mayr, John M. Smithoraz, George C. Williams
- 2000: Marc Feldmann i Ravinder N. Maini
- 2003: Carl R. Woese
- 2004: Eugene C. Butcher i Timothy A. Springer
- 2007: Robert Trivers
- 2009: Charles Dinarello, Tadamitsu Kishimoto i Toshio Hirano
- 2011: Ilkka Hanski
- 2013: Peter K. Gregersen, Lars Klareskog, Robert J. Winchester
- 2015: Richard Lewontin i Tomoko Ohta
- 2017: Shimon Sakaguchi, Fred Ramsdell i Alexander Rudensky
- 2019: Sallie W. Chisholm
- 2021: Daniel L. Kastner
- 2023: Dolph Schluter